# BP-4313
La BP-4313 és una carretera antigament anomenada provincial, actualment gestionada per la Generalitat de Catalunya. La B correspon a la demarcació de Barcelona i la P a la categoria de provincial. Inicia el recorregut al terme municipal de Santa Maria d'Oló, a la comarca del Moianès, i segueix per la comarca del Bages fins a Súria.
La primera part del recorregut va ser integrada en el traçat de la carretera C-59, de manera que actualment comença en el punt quilomètric 15,1, en el quilòmetre 53,3 de la C-59, al nord de Montcabrer. Des d'aquest lloc arrenca cap a ponent, seguint de forma paral·lela a l'Eix Transversal, pel seu costat sud en un tram i pel nord en l'altre. En quasi 6 quilòmetres arriba a la cruïlla amb la carretera BV-4315, per la qual en un quilòmetre cap al sud-est es pot arribar a Santa Maria d'Oló.
La carretera continua cap a ponent, decantant-se lleugerament a migdia, seguint sempre de forma paral·lela a l'Eix Transversal, fins que al cap d'uns 15 quilòmetres se'n separa cap al nord-oest, per menar al poble d'Avinyó.
En un segon tram d'uns 12 quilòmetres, surt del nord d'Avinyó i segueix cap a ponent fins a Balsareny, on entra pel sud i surt pel nord. En un últim tram d'uns 14 quilòmetres, sempre cap a ponent, arriba a Súria.